# Établissements Durrschmidt
Les Etablissements Durrschmidt étaient une société française spécialisée dans la fabrication de meules et abrasifs pour l'industrie, basée à Lyon, fondée en 1864 et liquidée en 1994 après avoir contribué à une tradition industrielle dans la technologie de l'usinage par abrasion.

## Histoire
Au cours de son histoire, la société spécialiste de l'usinage par abrasion, ou meulage, consistant à enlever une partie de la matière de pièces métalliques avec des outils constitués de particules coupantes agglomérées par un liant, a eu recours à des abrasifs aussi bien naturels (grès, émeri, diamant) qu'artificiels (alumine cristallisée ou carbure de silicium cristallisé), pour équiper des meules dont les surfaces très dures, peuvent attaquer même les aciers trempés invulnérables.

### XIXe siècle
William Durrschmidt a ouvert à Lyon en 1864 une petite usine pour fabriquer des briques réfractaires, des pierres d'aiguisages des faux, et quelques meules d'usinage par abrasion. La matière première est de l'émeri venu de Naxos, une île grecque de la mer Égée appartenant aux Cyclades, et l'usine utiliser des alliages d'oxychloride. Durrschmidt a aussi commencé à livrer des produits abrasifs en 1868 dans la société Washington Mills Abrasive Co fondée la même année et également appelée "Washington Mills Emery Manufacturing Company", qui achète en 1878 un vieux moulin à blé du XVIIIe siècle, datant de 1720.
A Lyon Durrschmidt a fabriqué en particulier des émeris artificiels, en calcinant une bauxite extraite dans le département du Var et jugée pauvre en fer, comme le constate le Jury international de l'Exposition universelle de 1889. La société utilise aussi plus tard comme abrasif, pour ses meules, du Corindon naturel, une alumine cristallisée plus ou moins pure (6 à 10 % d'impuretés), que l'on extrait de gisements situés en Afrique du Sud, à Madagascar ou au Canada. Les gisements malgaches de Corindon sont alors étudiés par le  minéralogiste, pétrographe, géologue, volcanologue français, Alfred Antoine François Lacroix, professeur au Muséum national d'histoire naturelle et membre du Collège de France, auteur de la Minéralogie de la France (et de ses colonies) (1893-1898-1904-1910) puis de la Minéralogie de Madagascar (1921)
Formé d'alumine cristallisée à peu près pure, le Corindon provient des micaschistes et se révèle un excellent abrasif pour la fabrication en raison de sa grande dureté. Les alluvions de l'Ankaratra ont donné quelques saphirs bleu foncé, tandis que le saphir bleu clair a été trouvé dans les sables d'Ifempina, à l'est d'Ambositra et au Nord du Lac Alaotra. Les alluvions anciennes de l'Onilahy se trouvant de 20 à 40 centimètres au-dessus du cours actuel de ce fleuve contiennent des saphirs bleus. Le corindon de Madagascar a ensuite été concurrencé par d'autres sources d'approvisionneements.

### XXe siècle

#### Début du siècle
Au début du XXe siècle, la société importe du corindon, dont Madagascar a produit 1100 tonnes en 1913, 914 tonnes en 1914, et seulement 812 tonnes en 1915, l'exportation de l'île se remettant mal de la Première Guerre mondiale, pour s'abaisser à 185 tonnes en 1922 et remonter à 199 tonnes seulement au 1er semestre de 1923. Durrschmidt emploie toujours comme abrasif le corindon cristallisé maturel extrait à Madagascar et s'est assuré la concession exclusive, dans ce but, du gisement le plus important de l'île.

#### Années 1920
Alors que les fabricants de meules utilisent la grande puissance agglomérante de l'oxychlorure de magnésium, pour livrer des meules  beaucoup plus dures, les acteurs de cette technologie sont la Compagnie Sainte-Kahn, la Société des agglomérés magnésiens, et Durrschmidt. L'entreprise familiale de fabrication de pierres à faux s'est transformée en société anonyme en septembre 1920, pour la fabrication des meules et abrasifs, et ayant son siège social à Lyon, rue de Montbrillant, pour devenir une des premières entreprises du secteur de la fabrication d'abrasifs (meules céramiques et bakélite).
Son principal concurrent est la Compagnie Generale des Meules-La Courneuve, filiale de la société américaine Norton Abrasives, basée à Worcester, en Nouvelle Angleterre, qui s'installe en 1918 à La Courneuve (Seine-Saint-Denis) pour y dupliquer son usine de Worcester, avec des constructions s'inspirant des récentes usines américaines d'abrasifs.
Alors âgé de 23 ans, Antoine Rougier, salarié des Etablissements Durrschmidt, figure aux côtés de son père Louis Rougier (médecin en chef de l’Hôpital chirurgical et de la Polyclinique Saint-Charles) parmi les notables lyonnais auxquels le fondateur Georges Durrschmidt fait appel pour atteindre le minimum légal de 7 actionnaires
En 1924, Louis Rougier devient administrateur de l’entreprise, puis son fils aussi en 1928. La SA G. Durrschmidt, au capital de 2 millions de francs a en 1925 son siège social à Lyon, au 5 rue des Dahlias. La société a de nommbreux concurrents pour le corindon, utilisé «comme abrasif dans les industries mécaniques », comme Achromine à Pont-de-Claix et Jarrie, ou bien Aluminium du Sud-Ouest, filiale de Pechiney, à Sarrancolin. Les plans de la nouvelle usine en France de la Compagnie Generale des Meules-La Courneuve ont entre-temps été copiés par un grand client américain de Norton Abrasives, la Springfield Grinding Company, plus tard renommée Max F Grinding Company, basée à Westfield, dans le Massachusetts, pour y construire sa propre usine et le secteur subit une récession sévère en 1929 qui contraint les sociétés à se moderniser. Adolphe Huber, le gendre du fondateur Georges Durrschmidt, quitte son poste d'administrateur délégué dès 1930, et se retire dans sa Suisse d'origine, ce qui fait que les héritiers ne prennent part plus que de façon marginale aux augmentations de capital en numéraire.

#### Seconde guerre mondiale
A Lyon, Antoine Rougier est devenu PDG des PDG des Etablissements Durrschmidt, dont il est l'un des principaux associés. Le 8 décembre 1943, il est arrêté par les Allemands et la Milice, puis interné au Fort de Montluc. Son dossier mentionne une "affaire importante dont un comparse s'est enfui en Suisse". Antoine Rougier est suspecté par la Gestapo d'avoir organisé ou du moins avoir été complice des "attentats" ayant touché l'établissement industriel dont il avait la direction. Le directeur des établissements à Lyon, Paul-Joseph Escudier, attaché à la Direction de Lyon, fut aussi arrêté. Mais il fut semble-t-il relâché faute d'éléments probants. L'usine lyonnaise faisait partie de la trentaine de sites industriels visés par les bombardements anglais, comme celles de son concurrent anglaiss Norton, dont les patrons ont été incités par les Anglais à saboter leur propre production, afin de limiter le nombre de bombardements

#### Après-guerre
Après-guerre, les Établissements Durrschmidt connaissent un essor considérable dans la fabrication des meules synthétiques, mélanges d'abrasifs et de liant dont la composition et la structure doivent être très étudiées pour supporter de grandes vitesses. En 1947, Antoine Rougier est le deuxième souscripteur de l'augmentation de capital réalisée, avec 11,1 %, contre 2,3% seulement pour les héritiers de la famille Durrschmidt.
René Desgrand, futur secrétaire de l'UD-CGT du Rhône (en 1953-1965) et député suppléant communiste de Vénissieux (en 1967-1973) est embauché le 4 avril 1947 sans mentionner sa qualité de prêtre. Délégué du personnel, puis permanent CGT chez Durrschmidt, il prend part à une grève de trois semaines en mars 1950, la première que l’entreprise ait connue depuis trente ans. Après avoir fait partie du comité d’étude pour l’établissement de la prime à la production pendant six mois, il obéit, dans les huit jours qui précédèrent sa mise en application, aux directives de la CGT qui s’opposait à son application. René Desgrand est ensuite licencié, peu de temps après avoir reçu le 28 juillet 1950 une lettre d'Alfred Ancel (1898-1984), évêque auxiliaire de Lyon, qui fut aussi le premier évêque-ouvrier et promoteur du concept de prêtre-ouvrier, lui proposant de quitter l'usine pour d'autres missions, tandis qu'un jésuite, Paul Magand, se fait embaucher à l’usine sur une machine voisine de celle de Desgrand, pour démontrer qu'un prêtre-ouvrier au travail doit être soumis et discipliné, et jouer les relais entre les ouvriers et la direction. René Desgrand travailla ensuite chez Berliet et fut pendant cinq ans, administrateur de la Caisse régionale de Sécurité sociale où il présida la commission de prévention des accidents du travail .

#### Années 1950 et 1960
Dans les années 1950, Durrschmidt est le plus important spécialiste des meules abrasives en France avec les filiales de Norton Abrasives. Les Etablissements Durrschmidt reçoivent des aides financières au titre de la conversion de l'industrie, lors du transfert partiel de ses activités de Vénissieux à Bourg en Bresse (Ain) et à Vienne (Isère), en 1957, puis lors de l'extension et la modernisation des installations lyonnaises, en 1961. Lors des élections des délégués du personnel, "la C.G.T. maintient ses positions", observe le quotidien Le Monde.
Son siège social est toujours au 14, rue de Montbrilliant en 1963, avec un capital de 10,1 millions de francs, inchangé en 1969 puis de 13,5 millions de francs en 1975, alors que son siège social est désormais au 3, avenue du 24 août 1944, dans la zone industrielle à Corbas-Saint-Priest.
En 1968, les Etablissements Durrschmidt alimentent en meules et en abrasifs le tiers du marché français. Le 15 juin, Le Monde observe que la grève se poursuivait encore "dans la plupart des établissements métallurgiques importants du Rhône", parmi lesquels S.W. Durrschmidt .

#### Années 1970 et 1980
La société lyonnaise a bénéficié d'une croissance très importante jusqu'au milieu des années 1970, quand l'entreprise est considérée comme un des principaux producteurs européens de meules et abrasifs de haut de gamme et le premier fabricant français de meules. Ensuite, le marché de la meule  souffert lors du Second choc pétrolier mais après quelques années difficiles, Durrschmidt est redevenue bénéficiaire au milieu des années 1970, produisant annuellement 2 580 tonnes de produits finis, dont 600 tonnes à base d'agglomérant vitrifié, pour un chiffre d'affaires de 75 millions de francs en 1985, réalisé avec un effectif de 182 personnes à Lyon et Corbas.
Au milieu des années 1980, les établissements Durrschmidt sont ainsi toujours parmi les sites assez importants de la région. La Commission des opérations de Bourse a décidé, au cours de sa séance du 22 mai 1984, la radiation de la cote officielle de 19 sociétés suivantes parmi lesquelles, en Bourse de Lyon, la société Durrschmidt.

#### Années 1990
En 1991, les Établissements Durrschmidt n'emploient plus que 120 personnes sur 180.000 mètres carrés et 13,5 acres à Corbas.
La société qui appartient désormais au groupe Générale de Belgique, va être cédé sept ans plus tard à un concurrent, Abrasive Industries France, l'ex-Meules Atlantic, filiale de l'américain, Abrasive Industries, dans le cadre d'un "Achat à effet de levier" (LBO) piloté par GEFA (Paribas). Les 145 salariés de Durrschmidt réalisent alors un chiffre d'affaires  de 55 millions de francs. L'ensemble est rebaptisé "Guilleaume Verk", filiale allemande d'Abrasive Industries, à laquelle est associée Bay State, filiale luxembourgeoise d'Abrasive Industries, qui apporte son activité commerciale en France, pour viser un chiffre d'affaires deux fois et demie plus élevé, à 140 millions de francs.
Mais entre temps, la Crise monétaire et financière du Système monétaire européen (SME) à l'occasion du référendum français sur le Traité de Maastricht a fait plonger l'Europe en récession et à la mi-juillet 1994, la nouvelle société Durrschmidt a été mise en liquidation, quelques années après avoir été acquise Durrschmidt licencie alors ses 130 salariés, soit la totalité de son personnel le 2 août 1994.